# Karel Mark Chichon
Karel Mark Chichon (Londres, 30 de abril de 1971) es un director de orquesta británico, director titular de la Orquesta Filarmónica de Gran Canaria.

## Formación
Karel Chichon desarrolló su formación musical en la Royal Academy of Music de Londres y en la Hochschule für Musik de Viena, bajo la tutela de Leopold Hager. Además, fue asistente de los directores Giuseppe Sinopoli y Valery Gergiev

## Carrera
La carrera de Chichon incluye etapas como director titular de la Orquesta Sinfónica de Graz (2006-2009) y la Orquesta Sinfónica Nacional de Letonia (2009-2012). Trabajó con la Deutsche Radio Philharmonie Saarbrücken Kaiserslautern (DRP) entre 2011 y 2017 con la que ha grabado para Hänssler Classic la obra orquestal completa de Antonín Dvořák.
A continuación dirigió teatros de ópera como el Metropolitan Opera de Nueva York, donde hizo su debut con la interpretación de Madama Butterfly, la Ópera Estatal de Viena, la Deutsche Oper Berlin, el Gran Teatro del Liceo de Barcelona y el Teatro Real de Madrid, y a colaborar con orquestas como la Orquesta del Concertgebouw de Ámsterdam y la Orquesta Sinfónica de Londres. Otros debuts suyos en la Metropolitan Opera incluyen a La Traviata, Rigoletto y La Bohème.
Es un invitado habitual en varios auditorios, como la Filarmónica de Berlín y el Musikverein de Viena, y ha dirigido en teatros como la Metropolitan Opera de Nueva York, la Ópera Estatal de Viena, el Teatro Real de Madrid, el y la Deutsche Oper Berlin. También ha trabajado con orquestas de renombre como la Orquesta del Concertgebouw, la London Symphony Orchestra y l [NHK Symphony Orchestra de Tokio.
En 1998, cofundó la Sociedad Filarmónica de Gibraltar, de la cual continúa siendo director artístico.[cita requerida]
Desde mayo de 2017, se desempeña como director titular y artístico de la Orquesta Filarmónica de Gran Canaria, posición que ha sido reconfirmada hasta la temporada 2026-2027.

## Discografía
Chichon ha grabado  en cinco discos y un DVD para el sello Deutsche Grammophon. Un proyecto discográfico significativo fue su inmersión en la obra de Antonín Dvořák junto a la mencionada DRP para Hänssler Classic. En 2014, lanzaron la Sinfonía N.º 1, marcando el inicio de la grabación de las nueve sinfonías del compositor checo. 
Su contribución a la música y la cultura en Gibraltar fue honrada en junio de 2012 con la concesión del título de oficial de la Excelentísima Orden del Imperio Británico (OBE). En marzo de 2016 fue nombrado miembro de la Royal Academy of Music.

## Vida personal
Karel Mark Chichon está casado con la mezzosoprano letona Elīna Garanča.  Tienen dos hijas: Catherine Louise y Cristina Sophie. 